# 掣電銃

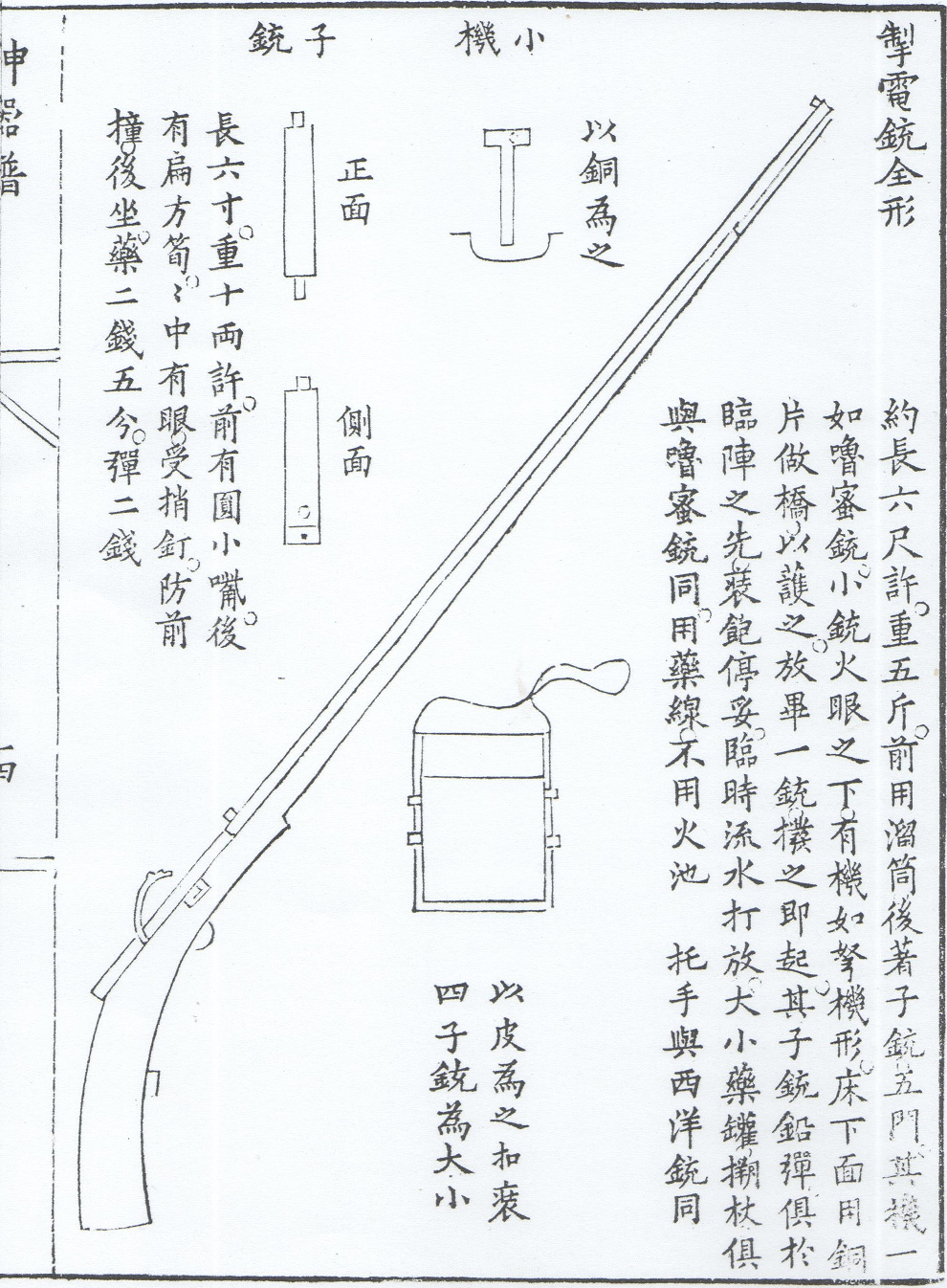
神器譜第14頁的掣電銃全形。

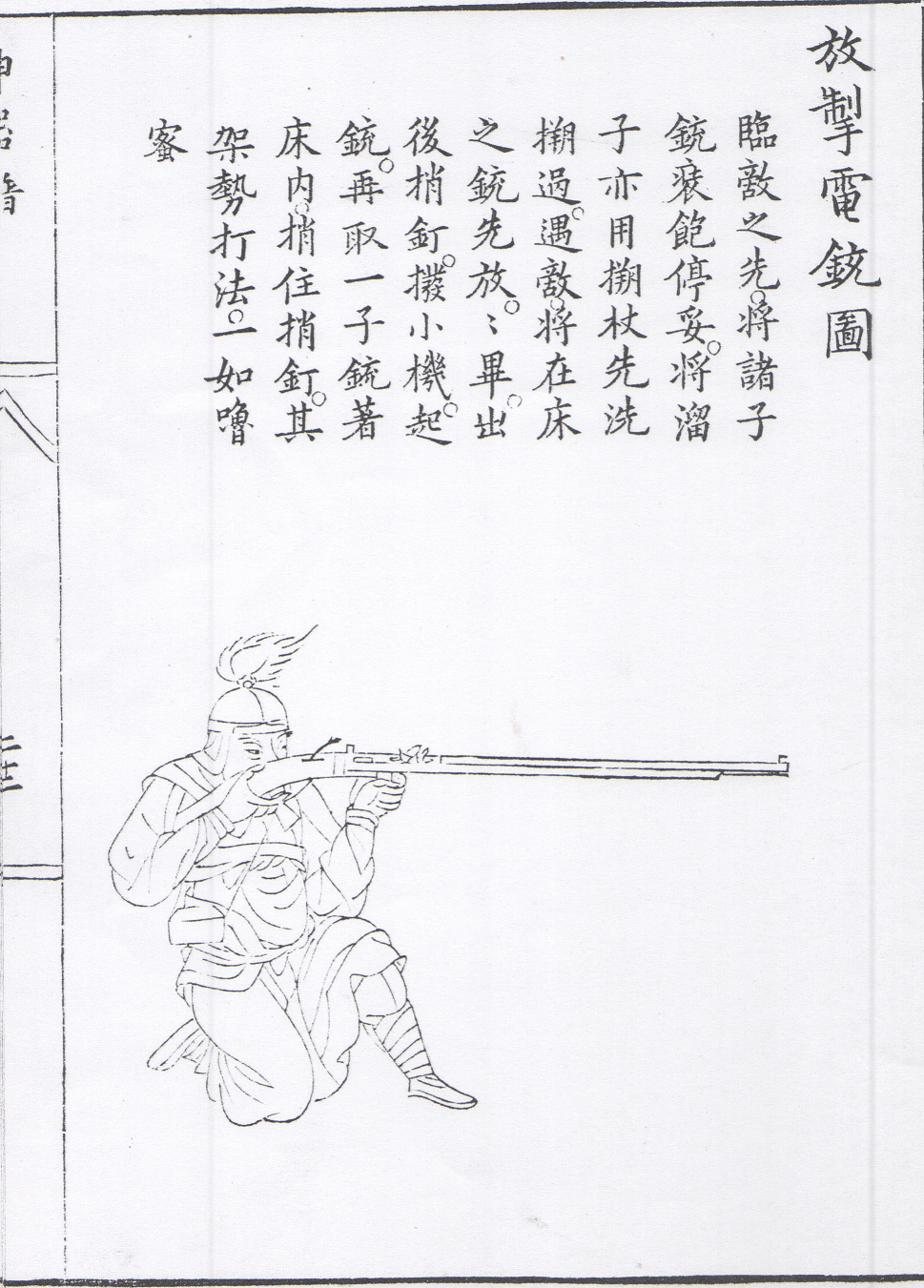
放掣電銃圖。

掣電銃是一種明代的銃器，長約6尺許，重5斤，其特色為擁有類似定装弹的子銃。子銃中有推進藥與鉛彈，於臨陣前先裝好，臨時可如流水打放。點火時用藥線而不用火池。此銃是參考了佛郎機砲而製出。